# 鲁班街道
鲁班街道，是中华人民共和国贵州省遵义市仁怀市下辖的一个街道办事处。
2015年12月8日，贵州省人民政府批复同意仁怀市部分乡镇行政区划调整，撤销鲁班镇建制，设置鲁班街道，街道办事处驻街道社区。

## 行政区划
鲁班街道下辖以下地区：
街道社区、黄家田村、山水村、尚礼村、陶家寨村、冠英村、生界村、同心村、农保村、星河村和八竹村。